# Vitalij Kvašuk
Vitalij Olehovyč Kvašuk (in ucraino Віталій Олегович Квашук?; Kiev, 1º aprile 1993) è un calciatore ucraino, attaccante svincolato.

## Carriera

### Club
Ha giocato nella prima divisione dei campionati ucraino, bielorusso, azero e cipriota

### Nazionale
Ha giocato nelle nazionali giovanili ucraine Under-16, Under-18 ed Under-19.